# Blindekens

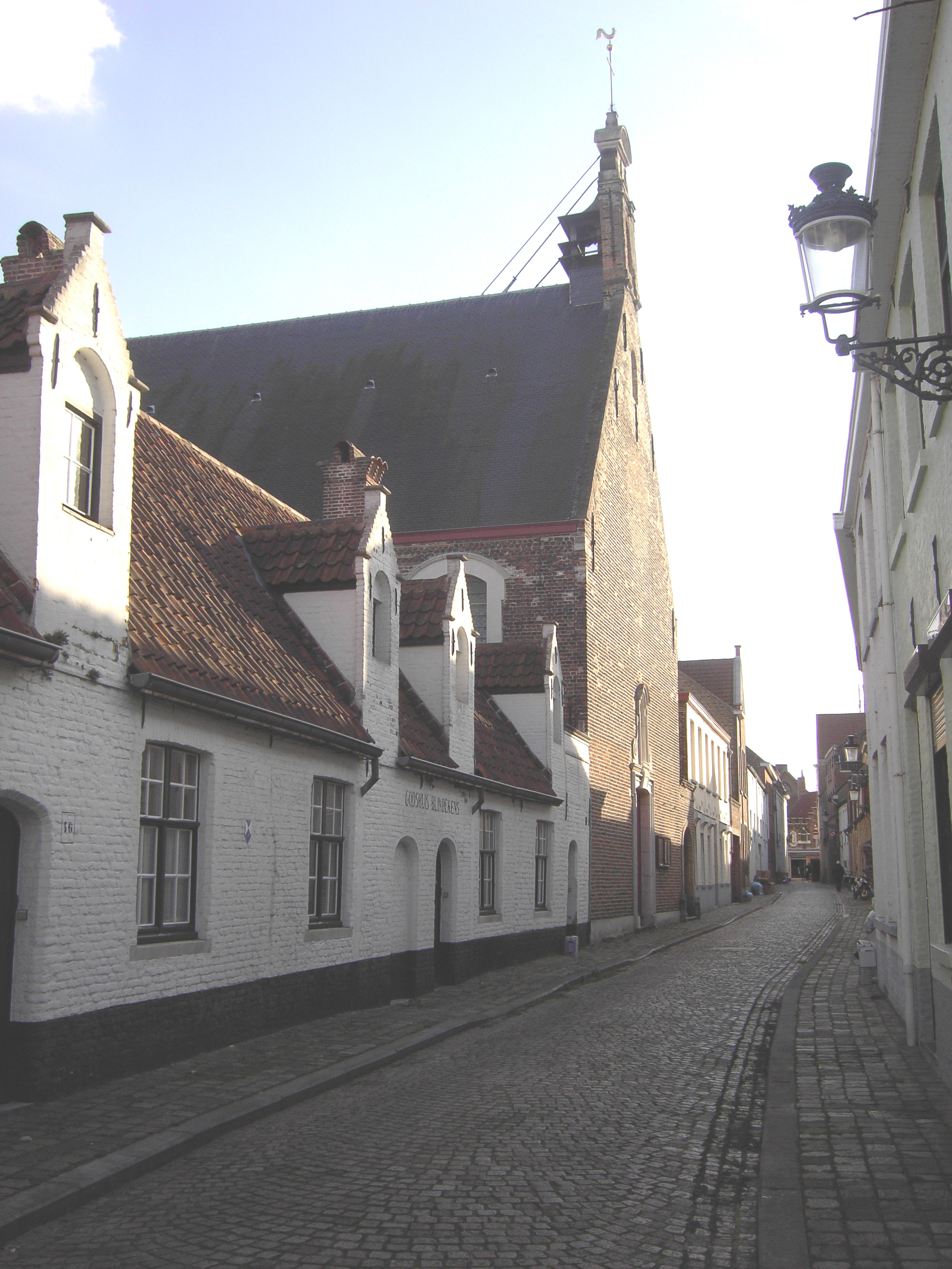
De Blindekenskapel en enkele van de godshuizen

Blindekens of Blindengasthuis was een Brugse openbare weldadigheidsinstelling en is nog steeds een geheel van godshuizen.

## Geschiedenis
Een traditie doet de stichting van het Blindengasthuis teruggaan tot in 1305, als vervulling van de Brugse Belofte. De vrouwen van de Brugse ambachtslui beloofden dat zij jaarlijks een kaars zouden offeren als hun zonen en echtgenoten heelhuids van de slag bij Pevelenberg zouden terugkeren.
De oudste documenten dateren van 1417-1420. Hieruit blijkt dat in het begin van de vijftiende eeuw in de Kreupelenstraat een gasthuis voor arme blinden bestond dat door een brand werd verwoest. Tegen einde 1420 was het gasthuis heropgebouwd, dankzij de steun van donateurs. De kapel, die wellicht in hout was, werd herbouwd in steen.
Binnen het bestuur van liefdadige werken, werden het Blindengasthuis en de erbij horende godshuizen, onder het toezicht geplaatst van het Sint-Juliaansgasthuis. In 1651-1652 werden de kapel en waarschijnlijk ook de godshuizen herbouwd.
Blindekens evolueerde tot een geheel van godshuizen, zonder nog een gasthuis te hebben dat uitsluitend aan blinden was voorbehouden. Een deel van de huizen stond in de Kammakersstraat, een ander deel in de Kreupelenstraat, met ertussen een gemeenschappelijke tuin. Vanaf de Franse tijd werden de godshuizen van Blindekens, zoals alle andere, eigendom van de gemeentelijke Commissie van Burgerlijke Godshuizen.
In 1954 werden verbouwingswerken uitgevoerd en in 1988 werd het geheel grondig verbouwd tot moderne bejaardenwoningen. Ze werden in 1991 ingewijd.
In juli 1974 werden de godshuizen van Blindekens als monument beschermd. In 1982 werd deze bescherming uitgebreid tot de kapel van Blindekens en tot naburige godshuizen.